# Jacques Benders
Jacobus Franciscus (Jacques) Benders (Swalmen, 1 juni 1924 – Eindhoven, 9 januari 2017) was een Nederlandse wiskundige en hoogleraar Operations Research aan de Technische Universiteit Eindhoven. Hij was de eerste fulltime hoogleraar op dit gebied in Nederland.
Benders studeerde wiskunde aan de Universiteit van Utrecht. Na enige jaren in de praktijk promoveerde hij in 1960 aan de Universiteit van Utrecht op het proefschrift "Partitioning in mathematical programming". Hierin presenteerde hij de techniek die later naar hem is vernoemd: de "Benders decompositie".
Na zijn afstuderen begon Benders als statisticus bij de Rubberstichting in Delft. In 1955 ging hij aan de slag bij het Shell laboratorium in Amsterdam. Hier werkte hij aan lineaire programmeringsvraagstukken rond de productieplanning van olieraffinage, wat hij verwerkte in zijn proefschrift. In 1964 werd hij hoogleraar Operations Research aan de Technische Universiteit Eindhoven. In 1982 was hij tevens betrokken bij de Interuniversitaire Interfaculteit Bedrijfskunde in Delft. In 1989 ging hij met emeritaat. Benders overleed in januari 2017 op 92-jarige leeftijd.
Bij Benders promoveerden onder andere Israel Samuel Herschberg in 1966 en Jaap Wessels in 1968. 

## Publicaties
- 1960. Partitioning in mathematical programming. Proefschrift.
- 1961. Mathematische programmering: syllabus college Rijksuniversiteit Utrecht 1960-1961
- 1962. "Partitioning procedures for solving mixed-variables programming problems". In: Numerische Mathematik, Vol. 4 pp. 238–252
- 1964. De taak van de wiskunde in de operations research. Inaugurele rede.
- 1974. Lineaire programmering: (onderdeel van het kollege "Inleiding in de mathematische programmering").
- 1982. Een decision support systeem voor locatie en allocatieproblemen bij een drankenconcern. Met Jo van Nunen.